# نوک‌تخت چشم‌نارنجی
نوک‌تخت چشم‌نارنجی یا مگس‌گیر چشم‌نارنجی (نام علمی: Tolmomyias traylori) گونه‌ای از پرندگان تیرهٔ ژیان‌مرغان است که در آمازون (مخصوصاً در جنگل ورزئا) در جنوب شرقی کلمبیا، شرق اکوادور و شمال شرقی پرو یافت می‌شود. نخستین بار به دلیل صدای متمایزش به عنوان یک گونه شناخته شد، تنها در سال ۱۹۹۷ توصیف شد. نام علمی آن یاد پرنده‌شناس آمریکایی ملوین آلوا تریلر جونیور را گرامی می‌دارد.